# Тойвакка, Ленита
Ленита Аннели Тойвакка (род. 28 сентября 1961 года г. Хельсинки, Финляндия) — финский политический деятель. Министр внешней торговли и европейских дел Финляндии (2014—2015), министр внешней торговли и развития Финляндии (2015—2016).

## Образование
В 1988 окончила Хельсинкскую школу экономики — магистр наук в области экономики.

## Карьера
- 1984—1988: стюардесса в авиакомпании Finnair
- 1991—2005: работает в сети В K-citymarket
- с 2004: член городского совета г. Миккели
- 2007: избрана членом Эдускунта (парламента) Финляндии
- с 2008: член Консультативного совета по делам потребителей
- 2014—2015: министр внешней торговли и европейских дел Финляндии в правительстве Стубба
- 2015—2016: министр внешней торговли и развития Финляндии в правительстве Сипиля